# Neplodnost
Neplodnost je „bolest reproduktivnog sistema definisana kao odsustvo kliničke trudnoće nakon 12 ili više meseci redovnih nezaštićenih odnosa“ (WHO, Svetska zdravstvena organizacija). Studije su našle da je procenat populacije pogođen ovim problemom između 7% i 26% barem jednom tokom života, da tek oko 50% neplodnih parova zatraži lekarsku pomoć, i tek oko 22% se podvrgava lečenju.

## Uzroci neplodnosti
Neplodnost može biti uzrokovana podjednako muškim i ženskim faktorom, biti prisutna kod oba partnera, ili biti neutvrdiva čak i modernom medicinom (idiopatska neplodnost).
Muški faktor znači smanjeni broj spermatozoida, njihova slabija pokretljivost ili smanjeni broj spermatozoida normalnog oblika. Uzroci mogu biti razni: urođeni, stečeni, sredina, navike, životno doba i drugo. U velikom broju slučajeva razlog smanjene plodnosti ne može ni da bude utvrđen, ali izgleda da se prosečni broj spermatozoida kod muškaraca smanjio od početka 20. veka – toliko da neki stručnjaci alarmiraju da postoji epidemija neplodnosti.
Uzroci mogu biti proširene vene na testisu (varikokela) koje zagrejavaju testise i tako negativno utiču na proizvodnju normalnih spermatozoida, nespušteni testisi, hormonalni poremećaji (npr. manjak testosterona), infekcije (npr. prebolele zauške), genetički razlozi (kao što je Klinefeltorov sindrom), imunološki (antitela za spermatozoide), hemoterapija, nedostatak nekih vitamina, alkohol, pušenje, stres, starost, štetne hemikalije i drugo.
Ženski faktor može biti mnogo komplikovaniji i obuhvatati smanjenu ili nepredvidivu ovulaciju (zbog hormonalnih poremećaja, policističnih jajnika ili životnog doba), nemogućnost dolaska jajnih ćelija ili spermatozoida do maternice (začepljeni jajovodi, antitijela za spermatozoide) ili smanjenu mogućnost implantacije zametka (deformacije materice, endometrioza ili imunološki problemi). Ponekad je prisutno više faktora.
Začepljenje jajovoda može biti izazvano infekcijama (npr. klamidijom), vanmateričnim trudnoćama, endometriozom i drugo.
PCOS ili policistični jajnici je pre svega hormonalni poremećaj usled koga se proizvodi previše muških hormona, što smeta ovulaciji. Takve žene proizvode mnogo folikula, ali su jajne ćelije često nezrele.
Endometrioza je pojava kod koje se ćelije koje normalno rastu u svakom ciklusu na zidu materice i ljušte se u vreme menstruacije, rastu umesto toga i van materice – u jajovodima, na jajnicima i drugim mestima trbušne šupljine. One mogu izazvati ožiljke i upale u materici i smetati implantaciji zametka.
Drugi hormonalni poremećaji mogu biti izazvani povišenim prolaktinom, tumorima, stresom, dijabetesom.
Prevremena menopauza je prestanak menstruacije prije 40. godine života, a uzrok često nije znan (menopauza ne nastupa odjednom nego dolazi postepeno).
Poznato je najviše o uzrocima kod parova koji pristupaju izvantelesnoj oplodnji zbog detaljne evidencije koja se vodi u IVF registrima. Na primer uzroci neplodnosti 33,000 parova koji su pristupili IVF-u 2007. godine u Italiji dele se na sledeće:
- Muški faktor 34.3%
- Problemi s jajovodima 13.2%
- Problemi s ovulacijom 5,2% (PCOS i ciste na jajnicima)
- Endometrioza 6.0%
- Smanjena rezerva jajnika 5.2%
- Višestruki spontani pobačaji 0.6%
- Višestruki ženski faktor 6.6%
- I ženski i muški faktor 16.3%
- Neobjašnjena neplodnost 12.2.%

## Lečenje neplodnosti
Parovi bi trebalo da potraže pomoć lekara ako se trudnoća nije desila nakon godinu dana nezaštićenih odnosa ako je žena mlađa od 35 godina, a nakon šest mjeseci ako je žena 35 godina ili starija. Lečenje kreće od manje invazivnog prema više invazivnom.
Osnovne pretrage su spermiogram kod muškarca, praćenje ovulacijskog ciklusa (bilo kod kuće merenjem bazalne temperature, korištenjem ovulacijskih trakica, praćenjem cervikalne sluzi, ili kod lekara utvrđivanjem ovulacije ginekološkim ultrazvukom – vaginalnom sondom, te merenjem nivoa hormona progesterona u lutealnoj fazi ciklusa, najčešće 21. dan ciklusa), kontrola ženskih hormona ( i  3. dan ciklusa, progesteron 21.dan ciklusa) te provera prohodnosti jajovoda (HSG, histerosalpingogram). Zavisno od rezultata pretrage, preporučuje se dalje lečenje.
Mogući tretmani su ciljani odnosi, inseminacija ili izvantjelesna oplodnja (IVF).
U ciljanim odnosima moguća je upotreba lekova koji izazivaju ovulaciju (najčešće hlomifen citrat), kontrola ovulacije ultrazvukom ili nekom od kućnih metoda, te spolni odnos u utvrđeno plodno doba ciklusa. Moguće je da je par koji se obraća lekaru već prošao ovu fazu praćenjem ovulacije, pogotovo ako su menstrualni ciklusi žene regularni i vreme ovulacije nije teško utvrditi.
Ako ne postoje faktori koji sprečavaju prirodno začeće (npr. neprohodni jajovodi ili teški muški faktor), sledeći oblik lečenja je inseminacija. Ako je ovulacija neredovita ili izostala, moguće je ovulaciju izazvati hormonskim preparatima. Ultrazvučnim pregledima utvrdi se kad će verojatno nastupiti ovulacija, te se posebno pripremljeno i očišćeno seme muškarca unese direktno u maternicu žene, kroz grlić maternice (cerviks). Na taj način se povećava broj spermatozoida u materici i verojatnoća da će doći do oplodnje, pošto je cerviks u prirodnom ciklusu najveća barijera prolasku sperme do jajnih ćelija u jajovodu. Najčešće se pokušaju tri inseminacije pre nego što se krene na sledeći oblik lečenja, ali je moguće pokušavati i do 6 ili više puta. Inseminacija je mnogo jeftinija od izvantelesne oplodnje, ali je i stopa uspeha daleko manja, 5-20% (prosek 13%), čak i za indicirane parove.
Najzahtevniji i zadnji oblik lečenja neplodnosti je izvantelesna oplodnja, odnosno . Postupak obuhvata hormonalnu stimulaciju žene u cilju proizvodnje više jajnih ćelija (prosek za žene ispod 35 godina je oko 12), ultrazvučno praćenje rasta folikula (malih vodenih cisti u jajnicima gde rastu jajne stanice), davanje injekcije koja izaziva ovulaciju, vađenje jajnih ćelija transvaginalnom iglom (punkcija), oplodnja posebno obrađenim semenom muškarca (bilo ostavljanjem jajnih stanica i sjemena u neposrednoj blizini u maloj posudici da se desi prirodna oplodnja, bilo inektiranjem jednog spermatozoida u jajnu ćeliju, ICSI), neometani razvoj dobivenih zametaka dva do pet dana u laboratoriji pod uslovima sličnim onima u ženskom telu, te vraćanjem jednog do dva zametka dugačkom tankom cevčicom u matericu žene (transfer). Rutinsko vraćanje više od dva zametka se u stručnim smernicama dobre prakse obeshrabruje zbog rizika od trudnoće s trojkama, te se vrši samo u posebnim situacijama. U Evropi je 2005. prijavljeno 109,000 postupaka IVF-a, 194,000 postupaka ICSI-ja, i 72,000 postupaka s odmrznutim zamecima. Prosečna stopa trudnoće po transferu bila je 31%.

## Dodatna literatura
- Fertility: Assessment and Treatment for People with Fertility Problems. London: RCOG Press. 2004. ISBN 978-1-900364-97-3.
- Pamela Mahoney Tsigdinos (2009). Silent Sorority: A Barren Woman Gets Busy, Angry, Lost and Found. USA: BookSurge Publishing. стр. 218. ISBN 978-1-4392-3156-2.